# Дед благодарения
«Дед благодарения» (англ. Rick & Morty’s Thanksploitation Spectacular) — шестой эпизод пятого сезона американского мультсериала «Рик и Морти». Сценарий к эпизоду написал Джеймс Сичильяно, а режиссёром выступил Дуглас Олсен.
Премьера эпизода состоялась 25 июля 2021 года в блоке Adult Swim на Cartoon Network. Эпизод посмотрели около 934 тысячи зрителей во время выхода в эфир.

## Сюжет
После того, как Морти непреднамеренно повреждает Конституцию США, Мемориал Линкольну и Колокол Свободы (и активирует враждебного парового робота, спрятанного внутри Статуи Свободы) в День благодарения, он и Рик снова объявлены как террористы президентом Кёртисом. С домом Смитов, окружённым американскими военными и «антипортальным щитом», Рик смиряется с его «обычной уловкой» — превратиться в индейку и получить президентское помилование. Однако президент предвидел это и отправляет команду американских морских пехотинцев, превращённых в индеек, чтобы схватить Рика. Когда президент разочарован неспособностью морских пехотинцев найти Рика, он сам превращается в индейку и вступает в бой с Индейкой Риком. Во время их борьбы чип слежения, введённый в президента (чтобы идентифицировать его для превращения обратно в человека), проглатывается обычной индейкой, которая впоследствии превращается в гибрид человека и индейки и берёт на себя роль президента.
Между тем, Рик, Морти и президент брошены в «кормушку» и едва отражают атаку мутировавшего, похожего на паука Франклина Рузвельта, прежде чем вернуться в дом Смитов и вернуться в свои человеческие формы. Президент-индейка быстро завоёвывает лояльность Конгресса (через серию повышений заработной платы членов Конгресса) и создаёт армию гуманоидных солдат-индюшек, обладающих сверхчеловеческими размерами и силой. Увидев это по телевизору, Рик, Морти и президент объединяют свои силы, чтобы открыть «Склеп Нового Мира» (скрытый под Мемориалом Линкольна), в котором находятся члены двух инопланетных рас. Инопланетяне, отложив в сторону свой конфликт по уничтожению «гигантских динозавров-индеек», которые когда-то доминировали в Америке, быстро устраняют гуманоидных солдат-индюшек. Затем президент-индейка запускает в космос Монумент Вашингтона (который содержит устройство, превращающее всех индеек на Земле в гуманоидных солдат-индюшек); затем оба президента вступают в битву мано-мано, в то время как Рик и Морти отправляются в космос, чтобы остановить глобальную трансформацию. Они успешно уничтожают устройство трансформации (хотя Морти разрушает монумент Вашингтона в процессе), а настоящий президент побеждает свою противоположность. После этого инопланетяне возвращаются к своему анабиозу, а Рик, Морти и президент размышляют о том, чтобы просто «быть благодарными», глядя на опустошённый битвой Вашингтон.
В сцене после титров один из ранее захваченных индейками морских пехотинцев делает покупки со своей женой и новорождённым ребёнком, когда опрокидывается тележка с голубикой. Он демонстрирует ряд индюшачьих способностей, прежде чем навязчиво съесть голубику с пола, пока зеваки наблюдают, а его жена плачет, обнимая своего ребенка.

## Отзывы
Зак Хэндлен из The A.V. Club дал эпизоду оценку B-, заявив, что этот эпизод «полная версия одного из тех скетчей из „Межвселенского кабельного“, импровизационной сессии, которую кто-то превратил в сценарий, потому что, эй, десять эпизодов в год не собираются делать сами. Это жестко; это не дно, и здесь есть структура, которая, хотя и нелепа, по крайней мере, показывает, что кто-то нашёл время, чтобы убедиться, что история выглядит как единое целое». Джо Матар из Den of Geek оценил эпизод на 3,5 звезды из 5, заявив, что «по большей части, юмор такой же, как и на протяжении всего пятого сезона: шутки втиснуты почти в каждый момент, но им почему-то не хватает качества, и они просто становятся частью шума и без того шумного эпизода».